# Stade John Grün
Stade John Grün – stadion piłkarski w Mondorf-les-Bains, w Luksemburgu. Może pomieścić 3600 widzów. Swoje spotkania rozgrywają na nim piłkarze klubu US Mondorf-les-Bains. Obiekt był jedną z aren piłkarskich Mistrzostw Europy U-17 w 2006 roku (odbyły się na nim dwa spotkania fazy grupowej oraz mecz o 3. miejsce).